# Mistrzostwa Azji w Zapasach 1988
Mistrzostwa Azji w zapasach w 1988 roku odbyły się od 12 do 16 grudnia w Islamabadzie w Pakistanie. Rozegrano tylko zawody w stylu wolnym.

## Tabela medalowa
|    | Państwo          |   |   |   | Razem: |
| -- | ---------------- | - | - | - | ------ |
| 1. | Iran             | 6 | 1 | 3 | 10     |
| 2. | Korea Północna   | 4 | 2 | 0 | 6      |
| 3. | Japonia          | 0 | 4 | 1 | 5      |
| 4. | Korea Południowa | 0 | 1 | 3 | 4      |
| 5. | Pakistan         | 0 | 1 | 1 | 2      |
| 6. | Indie            | 0 | 1 | 0 | 1      |
| 7. | Chiny            | 0 | 0 | 2 | 2      |

### styl wolny
| Waga   | Złoto:               | Srebro:             | Brąz:              |
| 48 kg  | Li Hak-son           | Kim Jong-shin       | Nader Rahmati      |
| 52 kg  | Bong Hong-il         | Taiji Iida          | Ali Akbar Dodange  |
| 57 kg  | Kim Yong-sik         | Masaru Yamashita    | Dżalil Dżahanszahi |
| 62 kg  | Li Won-il            | Akbar Fallah        | Ko Young-ho        |
| 68 kg  | Ali Akbar Neżad      | Kim Hak-ryong       | Takahiro Kimura    |
| 74 kg  | Behruz Jari          | Futoshi Shimotamari | Muhammad Anwar     |
| 82 kg  | Allahmorad Zarrini   | Yu Sang-man         | Lee Dong-woo       |
| 90 kg  | Mohammad Reza Tupczi | Toshiyuki Asanuma   | Jam Sujen          |
| 100 kg | Mahdi Mohebbi        | Subhash Verma       | Cho Byung-eun      |
| 130 kg | Ali Reza Lorestani   | Shahid Pervaiz Butt | Wang Chunguang     |